# Alejsk
Alejsk (in russo Алейск?) è una città della Russia di circa 29 000 abitanti, situata sul fiume Alej (affluente dell'Ob'), nel Kraj di Altaj. La città è situata 110 chilometri a sud-ovest di Barnaul. Fondata nel 1913, è oggi un piccolo centro industriale (sede di importanti zuccherifici) e capoluogo dell'Alejskij rajon.

## Popolazione
- 1959 - 24.500
- 1979 - 31.300
- 1989 - 30.300
- 2006 - 27.851